# ダッカムス
ダッカムス(Duckhams またはダッカマス)は、1899年に科学者アレキサンダー・ダッカム(en:Alexander Duckham:1878-1945)によってロンドンに設立されたオイルメーカー。
当初はDuckham'sであったがWW2後まもなくアポストロフィが取り除かれDuckhamsとなった。
イギリスではカストロールと並びもっとも古いオイルブランドの一つで、カストロールに次ぐ規模のオイルブレンダーであった。1970年にスーパーメジャーのブリティッシュ・ペトロリアム（現BP）に買収されたことから、日本ではBPブランドの輸入・製造販売権を持つ、ペトロルブ・インターナショナル（現ビーピーカストロール）が取り扱うこととなり、ダッカムスブランドオイルの輸入・製造(ライセンス生産)・販売にあたっては、子会社としてユーロオイル・ジャパン(現ビーピー・ルブリカンツ)を設立して営業を行っていた。なおユーロオイル・ジャパンが取り扱う以前は大同自動車興業（現SPK）が輸入総販売元としてダッカムスを輸入販売しておりユーロオイル・ジャパンが総代理店となった後も大同自動車興業が総販売元としてユーロオイル・ジャパンの製品を販売していた時期もある。
この由縁もありSPKは自社エンジンオイルにおいてダッカムスの復刻をイメージさせた高粘度モデルをラインアップしている。
1970年代はモータースポーツのスポンサーシップ(F1のチーム・ロータスなど)を中心とした販売戦略が取られた。一時期はBPの主要なブランドの1つであった。2009年、BPはオイルブランドをBPとCastrolに絞ったため、BPのグローバルブランドとしてのDUCKHAMSは廃止された。(その後もイギリス、アイルランド、マレーシアなどの一部地域では販売されていた模様。タイでは販社の関係上現在もDUCKHAMSを販売している)
日本国内においても2009年に販売終了という形となっている。
エンジンオイルは伝統的に緑色というのが特徴の一つであり、独特の匂いを放つオイルや、青や緑などに着色されたオイルがラインナップされていた。
国内ではジムニー専用や、旧ミニ専用のオイル、カルソニックや雑誌ティーポとコラボレーションしたエンジンオイルもあった。（ティーポとの間で企画されたオイルは部分合成油が2種で、詳細に基油や添加剤の成分が公表されていた。）
100年以上の歴史を持ち知名度のあるダッカムスは資産価値の高いブランドであるためBPの資金難の折にはダッカムスブランド売却の話が出た事もある。2011年2月にも売却案が発表されていた。
2016年、英国の新興企業がブランドを購入、2017年より再始動した。
再始動にあたってはその長い歴史と数々の栄誉、英国ブランドを強調した販売戦略をとっており、初期の製品ラインナップもそれに合わせクラシックカーを対象としたオイルのみとなっており、特徴である緑色のオイルも維持している。当初のエンジンオイルは一時代を築いたQ20-50を踏襲した20W-50、更に古い車両を対象とした清浄剤を含まないシングルグレードSAE30と40の3種類のみ。ギヤオイルについても同様にクラシックカー向けとなっていた。
2019年からは現在の車にも対応する最新規格オイルをラインナップ。過去に使われていたQXRやQS、HYPERGRADEと言った名称とボトルデザインを踏襲している。

## 歴史(BP買収まで)
- 1899年 - Fleming's Oilを退社したアレクサンダー・ダッカムにより創業。
- 1904年 - Limited companyとなる
- 1920年 - Public companyとなる
- 1922年 - エンジンのカーボンデポジットを大きく低減する新しいプロセスオイルを開発。数ヶ月のうちに60ある英国自動車メーカーから推奨を受け、モーリスでは唯一の認証オイルとなった(モーリス向けオイル名：SIRROM)。
- 1932年 - 腐食防止剤であるAdcoidsを発売、1939年には年間400万箱製造していた。
- 1945年 - アレクサンダー死去、息子のジャックが引き継ぐ
- 1950年代 - ヨーロッパで最初のマルチグレードオイルQ5500(10W-30)を、1954年にはQ20-50(20W-50)を発売。Q20-50は1959年のミニ (BMC)の発売により売上を伸ばす。エンジンオイルをミッションオイルと兼用するミニで生じた早期の問題(過大なオイル消費、高温時の油圧不足、許容できないノイズ、ミッションの摩耗など)はQ20-50を用いる事でかなりの割合で解消したためBMCではQ20-50を推奨、Q20-50を使用していない場合は補償を行わないとしたため英国で最も販売の多いオイルとなった。
- 1969(1970)年 - BPにより買収され、BPのブランドとなる